# Outrageous (телесериал)
Outrageous (букв. «Возмутительные») — предстоящий британский историко-драматический телесериал посвящённый сёстрам Митфорд.

## Сюжет
Сюжет сериала посвящён сёстрам Митфорд, дочерям 2-го барона Редесдейла и его жены Сидни Боулз, которые часто шокировали английский высший свет между двумя мировыми войнами.

## В ролях
- Бесси Картер — Нэнси Митфорд, старшая из сестёр Митфорд
- Изобель Джеспер Джонс — Памела Митфорд
- Джоанна Вандерхам — Диана Митфорд
- Шеннон Уотсон — Юнити Митфорд
- Зои Броу — Джессика Митфорд
- Орла Хилл — Дебора Митфорд, младшая из сестёр Митфорд
- Тоби Регбо — Томас Митфорд, единственный брат
- Анна Ченселлор — Сидни Боулз, мать семейства Митфорд
- Джеймс Пьюрфой — Дэвид Фримен-Митфорд, отец семейства Митфорд
- Джошуа Сассе — Освальд Мосли
- Джейми Блэкли — Питер Родд
- Джеймс Масгрейв — Хэмиш Эрскин
- Калам Линч — Брайан Гиннесс
- Уилл Аттенборо — Джосс

## Производство
Автором сценария сериала стала Сара Уильямс, он основан на биографии Мэри С. Лавелл «Девочки Митфорд» (в США под названием «Сестры»). Сериал снят компанией Firebird Pictures. Режиссёрами сериала стали Джосс Агнью и Элли Хейдон, продюсер сериала — Наташа Романюк. Исполнительными продюсерами стали Элизабет Килгаррифф, Мэттью Мосли и Крейг Холлеворт, а также Хелен Перри от UKTV и Роберт Шилдхаус Джесс О’Риордан и Стивен Най от BritBox.
В актёрский состав вошли Бесси Картер, Орлу Хилл, Джоанну Вандерхам, Изобель Джеспер Джонс, Шеннон Уотсон и Зои Броу, которые сыграли сестёр Митфорд, а Анна Ченселлор и Джеймс Пьюрфой — в роли их родителей.
Съёмки начались в июне 2024 года.. Первые кадры со съёмок появились в августе 2024 года.
Сериал будет транслироваться на UKTV в Великобритании и BritBox в Северной Америке.